# 鈴木啓太
鈴木 啓太（すずき けいた、1981年7月8日 - ）は、静岡県清水市（現：静岡市清水区）出身の元プロサッカー選手、実業家。現役時代のポジションはミッドフィールダー（MF）。元日本代表。
妻は女優、ファッションモデルの畑野ひろ子。サッカー選手の水野和樹および水野晃樹は従兄弟。日本プロサッカー選手会元副会長。マネジメントでは株式会社ラボーナ所属。かつてセント・フォースのアスリート部門「ゾーン」に所属していた。
2000年の入団以来、浦和レッズ一筋でプレーしたバンディエラ。2015年10月にアスリートの腸内細菌データをベースにヘルスケア・フードテック事業を展開するAuB（オーブ）株式会社を設立。

## 来歴
小学生時代は清水FCに所属し、1993年の第17回全日本少年サッカー大会で準優勝を経験。また、中学時代は東海大一中（現在の東海大学付属静岡翔洋中学校）の一員として全国中学校サッカー大会優勝の原動力となった。
東海大翔洋高校卒業後、2000年に浦和レッズに加入 し、天皇杯でプロ初出場。翌年のヴィッセル神戸戦でリーグ戦初出場を果たし、そのままレギュラーに定着。2002年からはアテネオリンピックを目指すU-23サッカー日本代表にも招集されるようになり最終予選ではキャプテンも務めるも、監督であった山本昌邦が複数ポジションをこなせるユーティリティプレイヤーを好んで選出したため、本大会には選出されなかった。
2006年、日本代表監督にイビチャ・オシムが就任。A代表に初招集され、同年8月9日のキリンチャレンジカップ、トリニダード・トバゴ戦で初出場し、以後オシムジャパンでは唯一全試合先発出場を続けた。
また、クラブでの活躍により2006年、2007年と2年連続でJリーグベストイレブンに選出され、2007年にはサッカー担当記者選出の日本年間最優秀選手賞を受賞している。
2008年は前年まで浦和、日本代表で過密日程の中、フル稼働した疲労が溜まった影響か、扁桃炎の発症や度重なる負傷に苛まれ、苦しいシーズンを送った。また、代表でも扁桃炎で離脱している間に長谷部誠にボランチの定位置を奪われ、病気から復帰した後も本来のプレーを取り戻せないことも相まって2008年6月以降は日本代表に招集されていない。
2009年は山田暢久に替わり、チームキャプテンに就任。主に阿部勇樹とボランチでコンビを組み、大きな怪我も無くほぼフル稼働し、浦和の中盤を支え続けた。また、9月19日J1第26節川崎フロンターレ戦では自身2年振りとなるゴールも記録した。
2010年も引き続きチームキャプテンに就任。しかし、細貝萌の台頭などもあり、序盤は阿部勇樹、細貝萌のボランチのコンビが機能していた影響で、自然にベンチを温める機会が多くなった。
8月末に阿部がレスター・シティFCに移籍した影響でボランチの層が薄くなったものの、ここでも怪我などが重なりレギュラー奪取とは行かず、最終的に公式戦出場試合数は前年の約半分程に減った。
2011年、ゼリコ・ペトロビッチ新監督からチームキャプテンに指名され、これで3年連続でチームキャプテンを任される形となった。この年はプレシーズンマッチから先発で起用されたが、開幕戦の神戸戦で退場処分を受け、東日本大震災中断明けの第7節名古屋グランパス戦は出場停止となり欠場。その後、出場停止明けの数試合は山田暢久にボランチのポジションを譲ったが、程なくしてレギュラーに復帰。監督が堀孝史に交代後は4-1-4-1システムのアンカーのポジションを任され、J1残留に大きく貢献した。
2012年は阿部勇樹が復帰したことで3年続いたチームキャプテンを譲る形となった。怪我も無く、阿部と共にほぼ全試合に出場した。天皇杯2回戦ヴォルカ鹿児島戦で、後半開始から阿部勇樹センターバック、鈴木啓太ボランチで入ったものの、攻守にバランスが取れなかったことからポジションチェンジが行われ、公式戦で初めてセンターバックに入った。
2013年はJリーグでは、那須大亮の加入もありゲーム終盤では、トップ下に入る試合が増えた。また、ACLでは那須がボランチ出場するためベンチスタートが続いたが、永田充の怪我で那須のセンターバック起用によってACLでもボランチ出場している。
2014年は序盤スタメン出場が続いていたが、青木拓矢が怪我から復調すると徐々にベンチスタートが多くなっていった。
シーズン中盤からは再びスタメン出場を続けていたが、Jリーグ第31節横浜F・マリノス戦の試合途中に突然体調不良に見舞われハーフタイムで交代した。その後の診断結果で不整脈と診断されドクターが付き経過を観察していたが、状態が安定して来た為、第34節名古屋グランパス戦でベンチ入りし後半86分に途中出場したものの、皮肉にも自身のパスミスからカウンターを喰らい永井謙佑に逆転ゴールを奪われ、逆転負けを喫してしまった。シーズンオフに入り不整脈の手術を受ける事を決断したが、オフにもう一度精密検査を受けた結果手術の必要が無い事が分かった。
2015年10月20日に自身のFacebookで同年限りで浦和を退団することを発表した。同年は怪我の影響などもありリーグ戦は4試合の出場であった。11月22日、明治安田生命J1リーグ2ndステージ第17節ヴィッセル神戸戦終了後、鈴木の退団セレモニーが行われ、現役を引退した。
現役引退後は実業家に転身してAuB（オーブ）株式会社の代表取締役を務めている。
2016年11月、Jリーグ功労選手賞を受賞した。
2017年7月17日、埼玉スタジアム2002で自身の引退試合が開催され、2ゴールを奪った。

## エピソード
ファッションモデルの畑野ひろ子と結婚し、2009年1月4日にザ・ペニンシュラ東京で挙式、披露宴を行った。同年に第1子女児が誕生し、2013年12月に第2子女児が誕生した。
2008年10月下旬に、PRIMA★STELLA RECORDSより、スペイン音楽より本人が選曲したコンピレーションアルバム「TRIP IN SPAIN」が発売された。

## 所属クラブ
ユース経歴
- 清水FC
- 東海大一中学校
- 1997年 - 1999年 東海大一高校/東海大翔洋高校

プロ経歴
- 2000年 - 2015年 浦和レッズ

## 個人成績
| 国内大会個人成績 | 国内大会個人成績 | 国内大会個人成績 | 国内大会個人成績 | 国内大会個人成績 | 国内大会個人成績 | 国内大会個人成績 | 国内大会個人成績 | 国内大会個人成績 | 国内大会個人成績 | 国内大会個人成績 | 国内大会個人成績 |
| 年度             | クラブ           | 背番号           | リーグ           | リーグ戦         | リーグ戦         | リーグ杯         | リーグ杯         | オープン杯       | オープン杯       | 期間通算         | 期間通算         |
| 年度             | クラブ           | 背番号           | リーグ           | 出場             | 得点             | 出場             | 得点             | 出場             | 得点             | 出場             | 得点             |
| 日本             | 日本             | 日本             | 日本             | リーグ戦         | リーグ戦         | リーグ杯         | リーグ杯         | 天皇杯           | 天皇杯           | 期間通算         | 期間通算         |
| ---------------- | ---------------- | ---------------- | ---------------- | ---------------- | ---------------- | ---------------- | ---------------- | ---------------- | ---------------- | ---------------- | ---------------- |
| 2000             | 浦和             | 31               | J2               | 0                | 0                | 0                | 0                | 2                | 1                | 2                | 1                |
| 2001             | 浦和             | 13               | J1               | 15               | 1                | 2                | 0                | 4                | 0                | 21               | 1                |
| 2002             | 浦和             | 13               | J1               | 26               | 1                | 4                | 1                | 1                | 0                | 31               | 2                |
| 2003             | 浦和             | 13               | J1               | 29               | 1                | 10               | 1                | 1                | 0                | 40               | 2                |
| 2004             | 浦和             | 13               | J1               | 25               | 0                | 8                | 0                | 4                | 0                | 37               | 0                |
| 2005             | 浦和             | 13               | J1               | 29               | 0                | 6                | 2                | 4                | 0                | 39               | 2                |
| 2006             | 浦和             | 13               | J1               | 31               | 1                | 6                | 0                | 5                | 0                | 42               | 1                |
| 2007             | 浦和             | 13               | J1               | 33               | 1                | 0                | 0                | 1                | 0                | 34               | 1                |
| 2008             | 浦和             | 13               | J1               | 23               | 0                | 1                | 0                | 2                | 0                | 26               | 0                |
| 2009             | 浦和             | 13               | J1               | 32               | 1                | 7                | 0                | 1                | 0                | 40               | 1                |
| 2010             | 浦和             | 13               | J1               | 17               | 0                | 5                | 0                | 3                | 0                | 25               | 0                |
| 2011             | 浦和             | 13               | J1               | 26               | 1                | 6                | 0                | 2                | 0                | 34               | 1                |
| 2012             | 浦和             | 13               | J1               | 31               | 2                | 2                | 0                | 3                | 0                | 36               | 2                |
| 2013             | 浦和             | 13               | J1               | 30               | 0                | 4                | 0                | 0                | 0                | 34               | 0                |
| 2014             | 浦和             | 13               | J1               | 28               | 1                | 3                | 0                | 1                | 1                | 32               | 2                |
| 2015             | 浦和             | 13               | J1               | 4                | 0                | 0                | 0                | 0                | 0                | 4                | 0                |
| 通算             | 日本             | 日本             | J1               | 379              | 10               | 64               | 4                | 32               | 1                | 441              | 15               |
| 通算             | 日本             | 日本             | J2               | 0                | 0                | 0                | 0                | 2                | 1                | 2                | 1                |
| 総通算           | 総通算           | 総通算           | 総通算           | 379              | 10               | 64               | 4                | 34               | 2                | 443              | 16               |

その他の公式戦
- 2004年
  - Jリーグチャンピオンシップ 2試合0得点
- 2006年
  - スーパーカップ 1試合0得点
- 2007年
  - スーパーカップ 1試合0得点
- 2015年
  - スーパーカップ 1試合0得点

| 国際大会個人成績 | 国際大会個人成績 | 国際大会個人成績 | 国際大会個人成績 | 国際大会個人成績 | FIFA      | FIFA      |
| 年度             | クラブ           | 背番号           | 出場             | 得点             | 出場      | 得点      |
| AFC              | AFC              | AFC              | ACL              | ACL              | クラブW杯 | クラブW杯 |
| ---------------- | ---------------- | ---------------- | ---------------- | ---------------- | --------- | --------- |
| 2007             | 浦和             | 13               | 12               | 0                | 3         | 0         |
| 2008             | 浦和             | 13               | 1                | 0                | -         | -         |
| 2013             | 浦和             | 13               | 4                | 0                | -         | -         |
| 2015             | 浦和             | 13               | 5                | 0                | -         | -         |
| 通算             | AFC              | AFC              | 22               | 0                | 3         | 0         |

その他の国際公式戦
- 2007年
  - A3チャンピオンズカップ 1試合0得点
- 初出場 - 2001年8月11日 vs ヴィッセル神戸戦 (駒場)
- 初得点 - 2001年9月29日 vs FC東京戦 (東京ス)

## タイトル

### クラブ
浦和レッズ
- J1リーグ：1回（2006年）
- J1リーグ 1stステージ：1回（2015年）
- J1リーグ 2ndステージ：1回（2004年）
- Jリーグカップ：1回（2003年）
- 天皇杯全日本サッカー選手権大会：2回（2005年、2006年
- FUJI XEROX SUPER CUP：1回（2006年）
- AFCチャンピオンズリーグ：1回（2007年）

### 個人
- Jリーグベストイレブン：2回（2006年、2007年）
- Jリーグ優秀選手賞：3回（2004年、2006年、2007年）
- Jリーグ功労選手賞：（2016年）
- 日本年間最優秀選手賞：1回（2007年）

## 代表歴

### 出場大会など
- U-23日本代表
  - 釜山アジア大会（銀メダル）
  - アテネオリンピック予選
  - アテネオリンピック 予備登録メンバー
- 日本代表
  - AFCアジアカップ2007[11]
  - 東アジアサッカー選手権2008

### 試合数
- 国際Aマッチ 28試合 0得点（2006年 - 2008年）

| 日本代表 | 国際Aマッチ | 国際Aマッチ |
| 年       | 出場        | 得点        |
| -------- | ----------- | ----------- |
| 2006     | 7           | 0           |
| 2007     | 13          | 0           |
| 2008     | 8           | 0           |
| 通算     | 28          | 0           |

### 出場
| No. | 開催日         | 開催都市         | スタジアム                         | 対戦相手                 | 結果        | 監督             | 大会                             |
| --- | -------------- | ---------------- | ---------------------------------- | ------------------------ | ----------- | ---------------- | -------------------------------- |
| 1.  | 2006年08月09日 | 東京都           | 国立霞ヶ丘競技場陸上競技場         | 🇹🇹トリニダード・トバゴ   | ○2-0        | イビチャ・オシム | キリンチャレンジカップ           |
| 2.  | 2006年08月16日 | 新潟県           | 新潟スタジアム                     | イエメン                 | ○2-0        | イビチャ・オシム | アジアカップ予選                 |
| 3.  | 2006年09月03日 | ジッダ           |                                    | サウジアラビア           | ●0-1        | イビチャ・オシム | アジアカップ予選                 |
| 4.  | 2006年09月06日 | サヌア           |                                    | イエメン                 | ○1-0        | イビチャ・オシム | アジアカップ予選                 |
| 5.  | 2006年10月04日 | 神奈川県         | 横浜国際総合競技場                 | ガーナ                   | ●0-1        | イビチャ・オシム | キリンチャレンジカップ           |
| 6.  | 2006年10月11日 | バンガロール     |                                    | インド                   | ○3-0        | イビチャ・オシム | アジアカップ予選                 |
| 7.  | 2006年11月15日 | 北海道           | 札幌ドーム                         | サウジアラビア           | ○3-1        | イビチャ・オシム | アジアカップ予選                 |
| 8.  | 2007年03月24日 | 神奈川県         | 横浜国際総合競技場                 | ペルー                   | ○2-0        | イビチャ・オシム | キリンチャレンジカップ           |
| 9.  | 2007年06月01日 | 静岡県           | 静岡県小笠山総合運動公園スタジアム | モンテネグロ             | ○2-0        | イビチャ・オシム | キリンカップ                     |
| 10. | 2007年06月05日 | 埼玉県           | 埼玉スタジアム2002                 | コロンビア               | △0-0        | イビチャ・オシム | キリンカップ                     |
| 11. | 2007年07月09日 | ハノイ           |                                    | カタール                 | △1-1        | イビチャ・オシム | アジアカップ                     |
| 12. | 2007年07月13日 | ハノイ           |                                    | アラブ首長国連邦         | ○3-1        | イビチャ・オシム | アジアカップ                     |
| 13. | 2007年07月16日 | ハノイ           |                                    | ベトナム                 | ○4-1        | イビチャ・オシム | アジアカップ                     |
| 14. | 2007年07月21日 | ハノイ           |                                    | オーストラリア           | △1-1(PK4-3) | イビチャ・オシム | アジアカップ                     |
| 15. | 2007年07月25日 | ハノイ           |                                    | サウジアラビア           | ●2-3        | イビチャ・オシム | アジアカップ                     |
| 16. | 2007年07月28日 | パレンバン       |                                    | 韓国                     | △0-0(PK5-6) | イビチャ・オシム | アジアカップ                     |
| 17. | 2007年08月22日 | 大分県           | 大分スポーツ公園総合競技場         | カメルーン               | ○2-0        | イビチャ・オシム | キリンチャレンジカップ           |
| 18. | 2007年09月07日 | クラーゲンフルト |                                    | オーストリア             | △0-0(PK3-4) | イビチャ・オシム | 3大陸トーナメント                |
| 19. | 2007年09月11日 | クラーゲンフルト |                                    | スイス                   | ○4-3        | イビチャ・オシム | 3大陸トーナメント                |
| 20. | 2007年10月17日 | 大阪府           | 長居陸上競技場                     | エジプト                 | ○4-1        | イビチャ・オシム | アジア・アフリカチャレンジカップ |
| 21. | 2008年01月26日 | 東京都           | 国立霞ヶ丘競技場陸上競技場         | チリ                     | △0-0        | 岡田武史         | キリンチャレンジカップ           |
| 22. | 2008年01月30日 | 東京都           | 国立霞ヶ丘競技場陸上競技場         | ボスニア・ヘルツェゴビナ | ○3-0        | 岡田武史         | キリンチャレンジカップ           |
| 23. | 2008年02月06日 | 埼玉県           | 埼玉スタジアム2002                 | タイ                     | ○4-1        | 岡田武史         | ワールドカップ予選               |
| 24. | 2008年02月17日 | 重慶             |                                    | 北朝鮮                   | △1-1        | 岡田武史         | 東アジア選手権                   |
| 25. | 2008年02月20日 | 重慶             |                                    | 中華人民共和国           | ○1-0        | 岡田武史         | 東アジア選手権                   |
| 26. | 2008年02月23日 | 重慶             |                                    | 韓国                     | △1-1        | 岡田武史         | 東アジア選手権                   |
| 27. | 2008年03月26日 | マナマ           |                                    | バーレーン               | ●0-1        | 岡田武史         | ワールドカップ予選               |
| 28. | 2008年05月27日 | 埼玉県           | 埼玉スタジアム2002                 | パラグアイ               | △0-0        | 岡田武史         | キリンカップ                     |

## 出版

### 執筆書籍
- Keita #13 （2005年3月24日発売、ぴあ） ISBN 4835615247